# Phytoliriomyza longipennis
Phytoliriomyza longipennis este o specie de muște din genul Phytoliriomyza, familia Agromyzidae, descrisă de Spencer în anul 1964. Conform Catalogue of Life specia Phytoliriomyza longipennis nu are subspecii cunoscute.